# فلورنسا كاشمان
فلورنسا كاشمان (بالإنجليزية: Florence Cushman)‏ هي عالمة فلك أمريكية، ولدت في 1860 في بوسطن في الولايات المتحدة، وتوفيت في 1940.